# ヴォーチェ・アンジェリカ
ヴォーチェ・アンジェリカは1960年代を中心に活動した女性6人からなるコーラス・グループである。国内外の民謡、童謡をはじめとする抒情歌謡のほか幅広いジャンルで演奏活動を行い、代表曲『忘れな草をあなたに』で知られる。

## 活動紹介

### 成り立ち
1960年に国立音楽大学出身者を主体に6名のコーラス・グループとして結成。グループ名のヴォーチェ・アンジェリカは作曲家の冬木透が「天使の声」を意味するラテン語"Voce Angelica"から名づけた。結成後間もなく、作曲家の佐藤長助の紹介によりキングレコードのオーディションを受け、1961年にキング専属となった。
所属事務所はダークダックスと同じ金井事務所、コーラス指導はボニージャックスを育てた磯部俶が行った。

### キングレコード専属時代

#### グループ単独での活動
すでに成功していたダークダックスの女性版を目指して、6人重唱によるハーモニーの厚さと「清純なムード」を売りに、童謡や世界の民謡をはじめとする抒情歌謡や、クラシック曲、戦時歌謡、そして学校向け合唱まで幅広く手掛けた。レコードでは『わらべうたイン・ムード』をデビューレコードとして、『ロシア民謡集』、『日本叙情名曲集』などを次々発表し、独自のファン層を開拓した。1961年にヴォーチェ・アンジェリカが曲を多数吹き込んだキングレコードのLP『東京のうた』は、文部省芸術祭レコード部門奨励賞を受賞。オリジナル曲としては後述する『忘れな草をあなたに』がある。放送番組への出演ではNHKラジオ「きらめくリズム」やTBSラジオ「サンデー・ミュージック」、テレビではNHKテレビ、NETテレビ（現：テレビ朝日）などの多数の音楽番組に出演。コマーシャルへの吹き込み、国内各地でのステージ公演、当時全盛だった歌声喫茶への定期出演などの演奏活動を行った。

#### バック・コーラス
グループ単独での活動のほか、ヒット歌謡曲のバック・コーラスグループとしても定評があり、仲宗根美樹の『川は流れる』、春日八郎の『長崎の女』をはじめ三橋美智也や倍賞千恵子のヒット曲でバック・コーラスを受け持っていた。1963年（昭和38年）にはキングレコード専属の三橋・下谷二三子・春日・大津美子が起用された『東村山音頭』『多摩湖小唄』にてコーラス（ジャケット等には「合唱」と表記）を担当している。後年、歌謡曲の演奏には女性コーラスがつきものになったが、その嚆矢はヴォーチェ・アンジェリカにある。

### 活動休止期間
メンバーの結婚、育児などのため、1代目ヴォーチェ・アンジェリカのキングレコード専属としての活動は1968年で休止。キングレコードでは2代目が後を継いだが、1年余で解散している。

### 活動再開とその後
1975年に1代目メンバーが活動を再開。1980年には結成20周年を記念したLP『楽しいフォークコーラス』をキャニオンレコードから発表。1980年代末頃までレコーディングや各地のステージでの演奏活動を行っていた。

## 『忘れな草をあなたに』
様々な有名歌手に歌い継がれ、現在でも広く知られる抒情歌『忘れな草をあなたに』は、作曲家の江口浩司がヴォーチェ・アンジェリカのために作曲した曲である。歌詞は木下龍太郎。1963年8月にキングレコードから発売された。ヴォーチェ・アンジェリカはこの曲をステージや歌声喫茶で丹念に歌い広め、歌声喫茶でのリクエストナンバーワンを取るなどしてその後、梓みちよ、倍賞千恵子、菅原洋一によってこの曲がヒットする素地をつくった。

## メンバー（五十音順）
- 加川忠子（かがわ ただこ）メゾ・ソプラノ
- 佐藤わかな（さとう わかな）メゾ・ソプラノ
- 原葉子（はら ようこ）ソプラノ
- 藤岡めぐみ（ふじおか めぐみ）アルト
- 北条みさ子（ほくじょう みさこ）アルト
- 御園生和代（みそのう かずよ）ソプラノ

## 主なレコード・CD
- PTA愛唱歌集1（LP、キングレコード、1960年）
- ロシア民謡集（LP、キングレコード、1962年）
- ふるさとの調べ 女性愛唱歌集（LP、キングレコード、1962年）
- わらべうたイン・ムード（LP、キングレコード、1962年）
- 日本の童謡全5集（LP、キングレコード、1963年）
- 忘れな草をあなたに（EP、キングレコード、1963年）
- 日本叙情名曲集（LP、キングレコード、1963年）
- ヴォーチェ・アンジェリカ　ヒット歌謡を歌う（LP、キングレコード、1964年）
- ヴォーチェ・アンジェリカの童謡名曲集（LP、キングレコード、1964年）
- 夢のスクリーンムード（LP、キングレコード、1964年）
- 女声愛唱歌集/追憶（LP、キングレコード、1964年）
- 夢みる人/フォスターアルバム（LP、キングレコード1964年）
- ロシア民謡集（LP、キングレコード、1965年）
- 日本叙情名曲集（LP、キングレコード、1965年）
- 歌の世界一周（LP、キングレコード、1965年）
- ヴォーチェの忘れな草をあなたに（LP、キングレコード、1965年）
- ポピュラー女声合唱名曲集（LP、キングレコード、1966年）
- 日本のフォークソング（LP、キングレコード、1967年）
- 楽しいフォークコーラス（LP、キャニオンレコード、1980年）
- 美しい女声コーラスの響き～ヴォーチェ・アンジェリカ愛唱歌集～（CD、キングレコード（The CD Club版）、2004年）
- わらべうたイン・ムード（復刻CD、キングレコード、2008年）

## 参考サイト
- ヴォーチェ・アンジェリカの記録 - ウェイバックマシン（2015年11月2日アーカイブ分）
- ヴォーチェ・アンジェリカのレコード - ウェイバックマシン（2013年6月22日アーカイブ分）